# Том и Томас
«Том и То́мас» (англ. Tom & Thomas, в Великобритании фильм вышел под названием англ. The Christmas Twins) — нидерландско-британский семейный фильм 2002 года, снятый режиссёром Эсме Ламмерс. В главных ролях — Аарон Джонсон и Шон Бин. Сюжет фокусируется на двух мальчиках, Томасе и его двойнике Томе, которые случайно находят друг друга и становятся участниками опасного приключения.

## Сюжет
Фильм рассказывает историю девятилетнего мальчика Томаса (Аарон Джонсон), сироты, живущего в Лондоне. Однажды он встречает своего двойника, Тома, который растет с приемным отцом (Шон Бин). Мальчики узнают, что они не просто похожи, а, возможно, были разделены при рождении. Их долгожданная встреча происходит в момент, когда Том спасается от торговцев детьми, ведущих преступный бизнес из приюта. Преступники ошибочно принимают Томаса за Тома и пытаются вывезти его за границу на самолёте. Том, решивший не терять брата, оказывается втянутым в операцию по контрабанде детей. Им предстоит объединить усилия, чтобы разоблачить преступников, спасти себя и других, а также воссоединить свою семью.

## В ролях
- Аарон Джонсон — Том и Томас
- Шон Бин — Пол Шеппард
- Индай Ба — Селия Скофилд
- Дерек де Линт — мистер Бэнкрофт
- Джеральдин Джеймс — мисс Тромп
- Виктория Хэстед — мисс Хоган

## Производство

### Подбор актёров
«Том и Томас» изначально вызвал интерес СМИ своими необычными прослушиваниями на детские роли, которые проходили по всей Великобритании и Нидерландах и завершились финальным кастингом в Лондоне. В итоге победителями стали Том и Алекс Доуз, близнецы из Мидлендса, более известные своим появлением в качестве гостей в телевизионной адаптации Nickelodeon романа Жаклин Уилсон «Двойняшки» (англ. Double Act). Однако после утверждения на роли, от пары отказались в пользу Аарона Джонсона, поскольку из-за сокращения финансирования актёрский состав был урезан наполовину. После краткого конфликта между близнецами Доуз и режиссёром Эсме Ламмерс, в результате которого пара получила права на британское название «Том и Томас», дело было урегулировано неразглашаемой компенсацией. Близнецы Доуз больше не участвовали в актёрской деятельности и сейчас занимают должности в Оксфордском университете.

### Съёмки
Съёмки проходили в Лондоне, Амстердаме и Харлеме с декабря 2000 года по 20 июля 2001 года. В Лондоне, несмотря на высокие расходы и строгие ограничения властей, были отсняты уличные сцены, придающие фильму международный колорит. В Харлеме, в парке Кенау, в конце мая воссоздавали зимнюю атмосферу с использованием искусственного снега и декораций, чтобы передать рождественское настроение.
Основные съёмки проходили в следующих местах:
- Лондон Саутбанк (Великобритания) — сцена, где мальчики дурачатся, бросаясь снежками.
- Ноттинг-Хилл (Великобритания), где Шон Бин и Аарон Джонсон садятся в машину.
- Харлем (Нидерланды), где снимали сцены в школе Томаса.
- Амстелвен (Нидерланды), где Том и Томас получают свои вельветовые джинсовые куртки с оранжевыми толстовками с капюшонами.
- Аэропорт авиакомпании Amsterdam Airlines (Нидерланды) был превращен в зону отправления аэропорта Хитроу.
- Нордвейк (Нидерланды), где снимали сцены в музее.
- Гент (Бельгия), где снимали сцены в приюте.
- Аэропорт Схипхол, где авиакомпания Transavia разрешила съёмочной группе использовать свой ангар.

## Отзывы
Фильм получил смешанные отзывы критиков. Сильными сторонами картины называли актёрскую игру юного Аарона Джонсона, который блестяще справился с ролью двух разных персонажей, и Шона Бина, привнесшего в фильм эмоциональную глубину. Технические аспекты, включая съемки в зеркальном лабиринте и сцены с погонями, также получили положительные отзывы. Однако критики отмечали и слабые стороны фильма. Сюжет подвергся критике за предсказуемость и использование стандартных для семейных фильмов клише, таких как сироты в снежную ночь и злодеи, угрожающие детям. Мрачный тон некоторых сцен вызывал вопросы относительно их уместности для младшей аудитории.

## Награды
- 2002 — приз за лучший международный фильм на Международном детском кинофестивале в Чикаго[англ.][6].

## Релиз
Изначально фильм планировалось выпустить в феврале 2002 года, чтобы избежать конкуренции с крупными рождественскими релизами, такими как «Гарри Поттер».
Премьера фильма состоялась 20 января 2002 года в Схевенингене (Нидерланды) в кинотеатре «Пате». На премьере присутствовали Аарон Джонсон, Шон Харрис, Билл Стюарт и Дерек де Линт.
Премьера в Северной Америке состоялась на детском кинофестивале Sprockets (Торонто) в апреле 2002 года.
20 ноября 2002 года фильм был выпущен на DVD и VHS компанией Buena Vista Home Entertainment под лейблом Hollywood Pictures Home Video.